# Ящірка альпійська
Ящірка альпійська (Darevskia alpina) — представник роду скельних ящірок родини Справжні ящірки.

## Опис
Довжина тулуба сягає 6,5 см, хвіст у 2 рази довший. Голова слабко стиснута. Міжщелепний щиток відділений або торкається лобоносового. Зернята між верхньовійним і надочноямковим щитками у кількості 2-11 утворюють неповний рядок. Великий центральноскроневий і барабанний щиток добре виражені і поділені 1-4 збільшеною лускою. Комір ззаду прямий або дуже слабко зазубрений. По середній лінії горла є 18-27 луски. Луска тулуба гладенька, слабко опукла. Навколо середини тіла 40-53 лусочки. Луска, яка вкриває гомілку, гладенька або зі слабо вираженими реберцями. Рядки стегнових пір у кількості 14-20 досягають згину колін. Попереду широкого анального щитка зазвичай 2 збільшених, приблизно рівних за розміром, преанальних щитка. Луска передньої третини хвоста гладенька або зі слабко виражені реберцями.
Верхня сторона тіла трав'янисто-зелена, жовтувато-зелена, рідше — коричнево-сіра. Уздовж спини є здвоєний рядок темних плям. Поздовжні, з порізаним верхнім краєм, бічні смуги утворені 3 рядками зливаються у темні кола зі світлими, блакитними в області грудей просвітами у центрі. Черево має жовте або зеленувато-жовте забарвлення.

## Спосіб життя
Полюбляє гірську місцину, нагромадження каміння і кам'янисті схили у гористо-степовій і частково лісовій зонах на висоті 1650–2800 (найпоширеніший в зоні 1800–2200) м над рівнем моря. Ховається під каменями, у тріщинах скель й норах гризунів. Харчується комахами, дрібними безхребетними, зокрема земляними хробаками (Lumbricina), і молюсками. Щільність населення невелика. В основному Darevskia alpina населяють південні схили, на північних населення стає все рідкіснішим, оскільки вид вважаються чутливими до зміни клімату.
Це яйцекладна ящірка. Самиця наприкінці червня відкладає від двох до шести, в середньому 4-5 яєць. Молоді ящірки з'являються у серпні.

## Поширення
Мешкає у західній половині Головного Кавказького хребта від Ельбруса на сході (територія Грузії) до гір Фішт і Оштена у Краснодарському краї (Росія) на заході.